# Le Bouchaud
Le Bouchaud [lə buʃo] ist eine französische Gemeinde mit 193 Einwohnern (Stand: 1. Januar 2022) im Département Allier in der Region Auvergne-Rhône-Alpes (vor 2016 Auvergne); sie gehört zum Arrondissement Vichy und zum Kanton Dompierre-sur-Besbre. 

## Geographie
Le Bouchaud liegt etwa 55 Kilometer ostsüdöstlich von Moulins am Rand der Landschaft Bourbonnais. Umgeben wird Le Bouchaud von den Nachbargemeinden Neuilly-en-Donjon im Nordwesten und Norden, Luneau im Nordosten, Avrilly im Nordosten und Osten, Bourg-le-Comte im Osten, Céron im Südosten und Süden, Urbise im Süden, Montaiguët-en-Forez im Südwesten sowie Lenax im Westen. 

## Bevölkerungsentwicklung
| Jahr                       | 1962 | 1968 | 1975 | 1982 | 1990 | 1999 | 2006 | 2011 | 2019 |
| Einwohner                  | 410  | 377  | 341  | 277  | 253  | 222  | 212  | 206  | 212  |
| Quellen: Cassini und INSEE |      |      |      |      |      |      |      |      |      |

## Sehenswürdigkeiten
- Kirche Sainte-Catherine

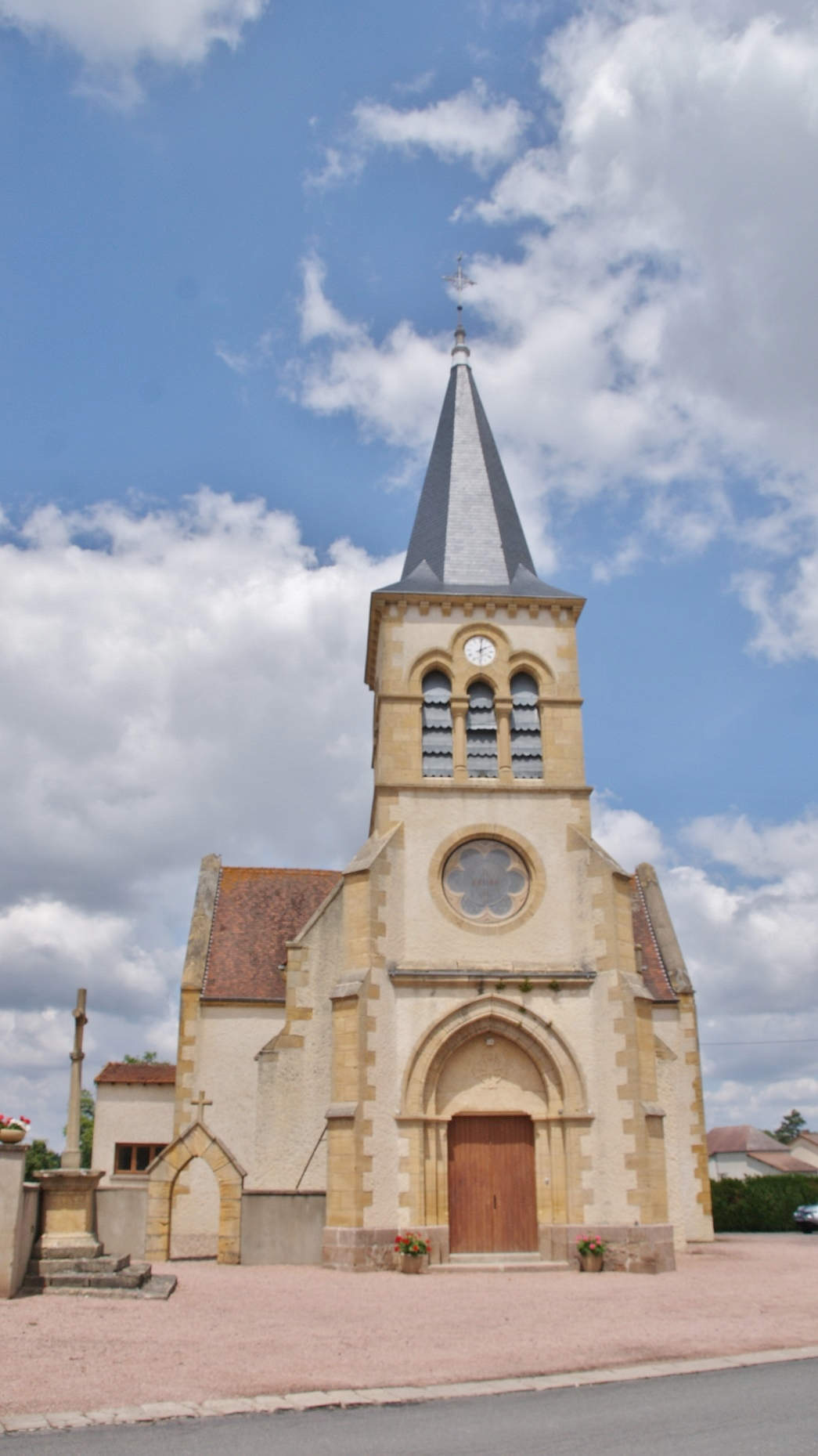
Kirche Sainte-Catherine

Siehe auch: Liste der Monuments historiques in Le Bouchaud